# Castelo de Caraque
Castelo de Kera
Castelo de Caraque ou Queraque, ainda conhecido como Craque de Moabitas (em árabe: عدل قلعة الكرك), é um grande castelo dos cruzados localizado em Caraque, na Jordânia. É um dos maiores castelos cruzados do Levante. A construção do castelo começou na década de 1140, sob Pagano e Fulque, o rei de Jerusalém.

## Galeria

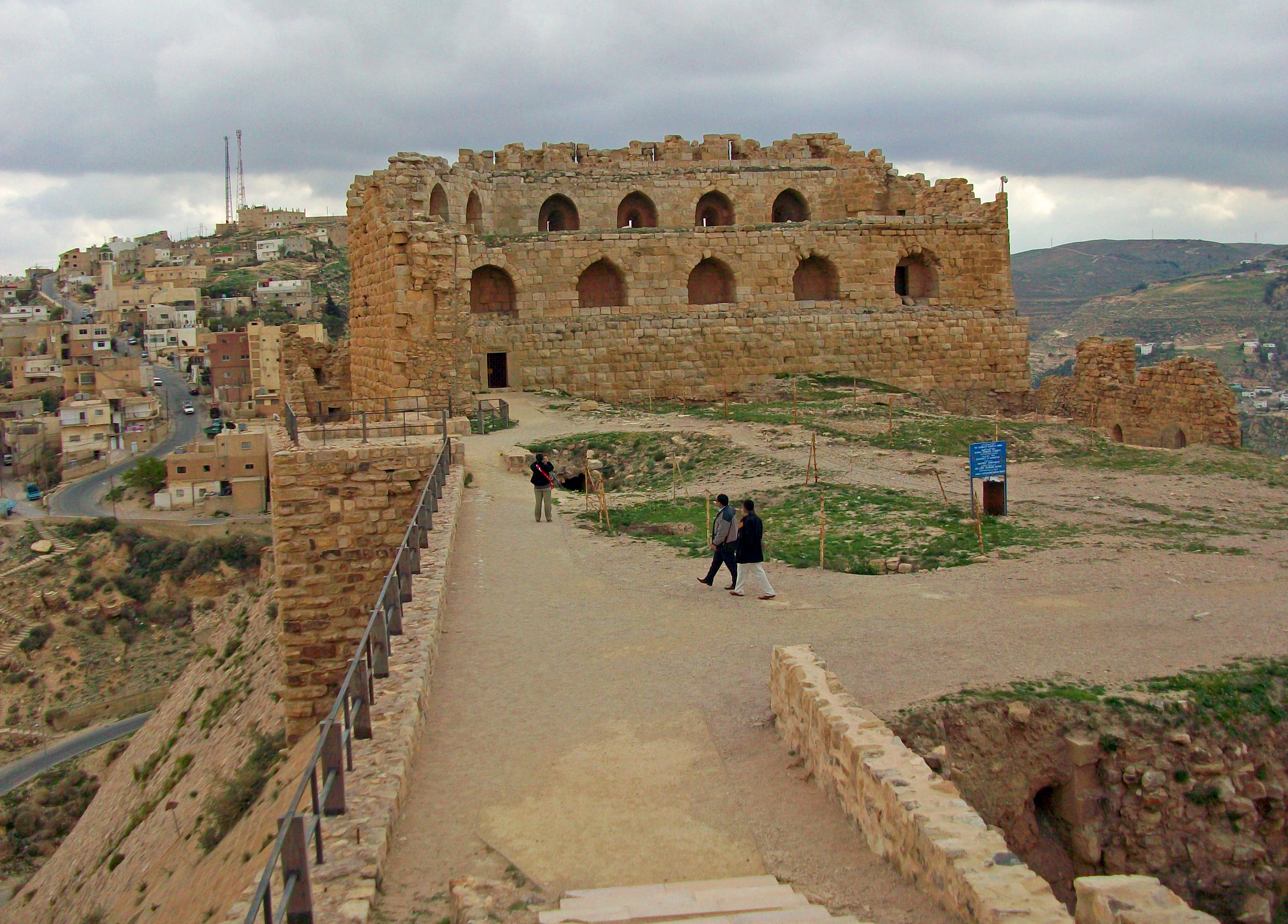
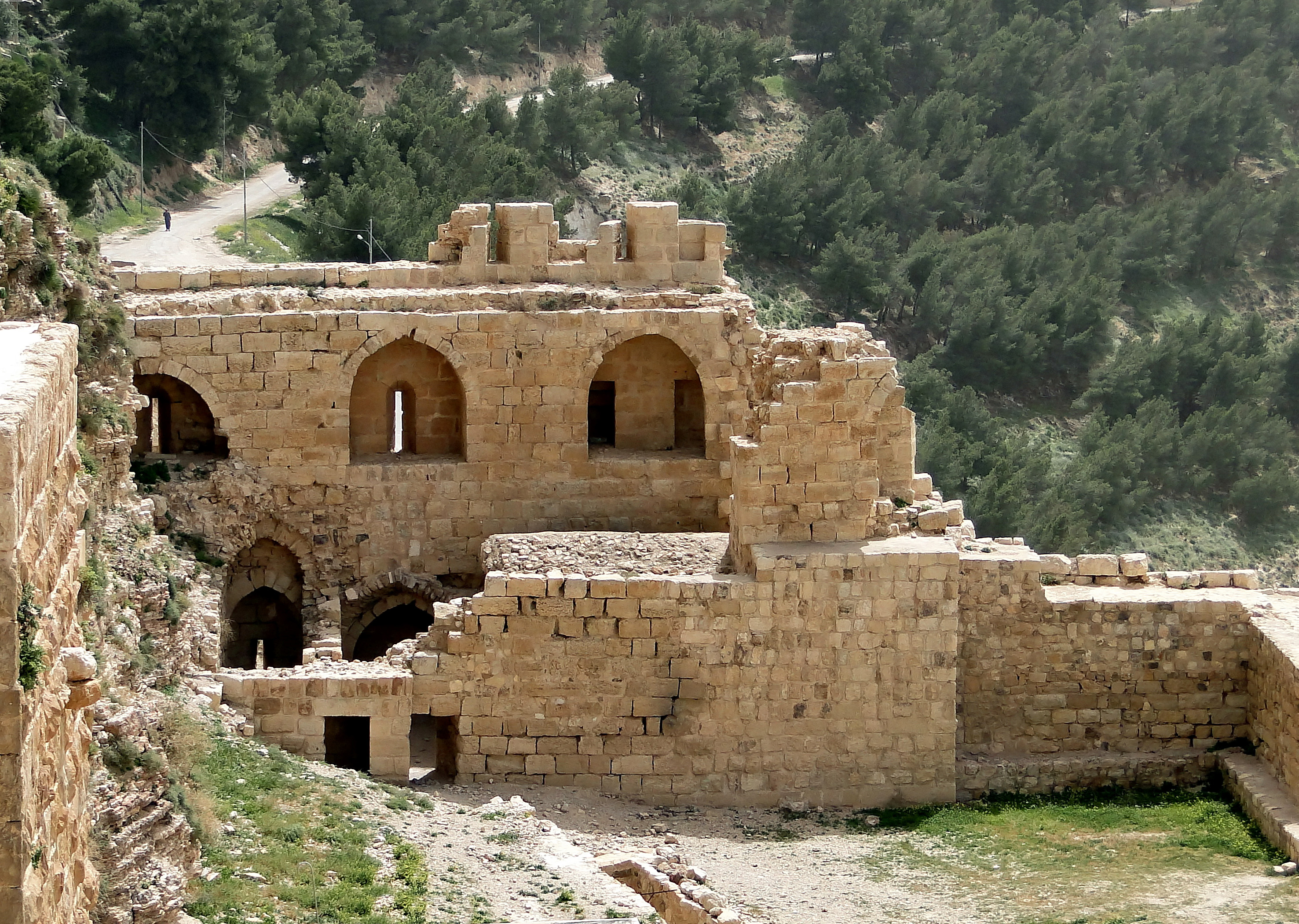
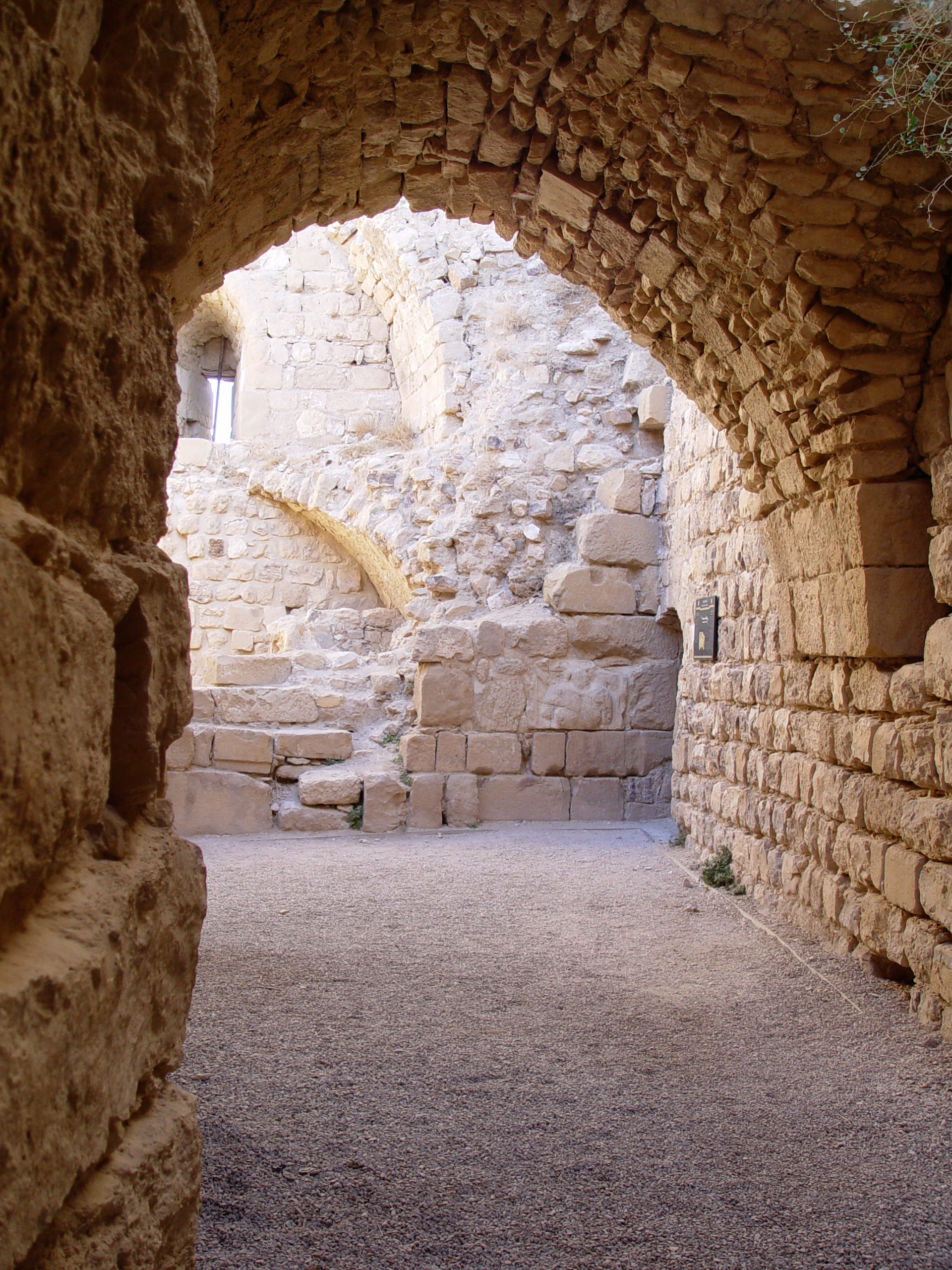
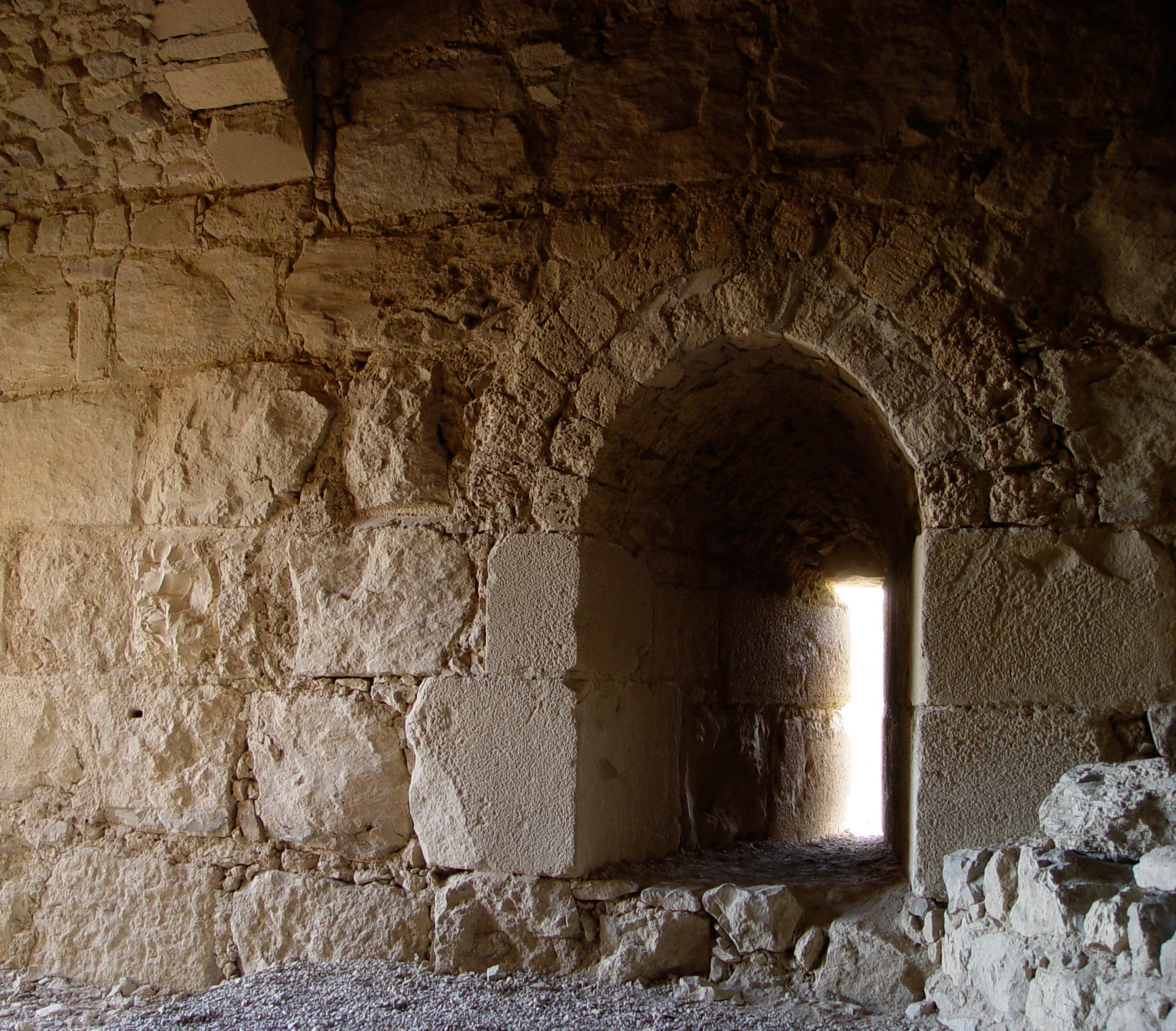